# Sa Đéc
Sa Đéc – miasto w Wietnamie, nad rzeką Mekong, w prowincji Đồng Tháp. W 2009 roku liczyło 66 485 mieszkańców.
W Sa Đéc rozwinął się przemysł spożywczy, szkutniczy. W mieście rozwinęło się również rzemiosło (wyroby ze złota i srebra, maty, sandały).